# Midila albipes
Midila albipes is een vlinder uit de familie van de grasmotten (Crambidae). De wetenschappelijke naam van de soort is voor het eerst gepubliceerd in 1892 door Arnold Pagenstecher.
De soort komt voor in Brazilië.